# Passy, Saône-et-Loire
Passy este o comună în departamentul Saône-et-Loire, Franța. În 2009 avea o populație de 64 de locuitori.

## Evoluția populației
| An        | 1975 | 1982 | 1990 | 1999 | 2006 | 2009 |
| --------- | ---- | ---- | ---- | ---- | ---- | ---- |
| Populație | 85   | 87   | 68   | 74   | 69   | 64   |